# اسما جیمز
اسما جیمز (انگلیسی: Asmaa James؛ زادهٔ تاریخ ورودی نامعتبر است) روزنامه‌نگار اهل سیرالئون است.
وی همچنین برندهٔ جوایزی همچون ۱۰۰ زن بی‌بی‌سی شده‌است.